# Itaúna
Itaúna là một đô thị thuộc bang Minas Gerais, Brasil. Đô thị này có diện tích 495,875 km², dân số năm 2007 là 85070 người, mật độ 170,6 người/km².